# Кулбаев, Маман
Маман Кулбаев (17 июля 1917, с. Киргиз-Гава, Андижанский уезд, Ферганская область, Российская империя — ?) — заведующий коневодческой фермой колхоза им. С. Кирова Ачинского района Джалал-Абадской области, Киргизская ССР.

## Биография
Из крестьян. Образование — 4 класса, курсы ликбеза. Работал с 13 лет.
С 1936 года — колхозник, заведующий зерновым складом. В 1941—1944 годах — продавец продовольственного магазина. С 1944 года заведовал коневодческой фермой колхоза имени Кирова.
В 1947 году на его ферме получили и сохранили в табунном содержании по 50 жеребят от 50 конематок. За высокие показатели продуктивности в животноводстве указом Президиума Верховного Совета СССР от 15 сентября 1948 года ему было присвоено звание «Герой Социалистического Труда».
Заведовал коневодческой фермой до 1949 года, после чего работал рядовым колхозником.
В 1957 году за совершение уголовного преступления (кража коровы) попал на скамью подсудимых и был осуждён на 10 лет лишения свободы. Позже срок заключения уменьшили до 4 лет. В 1959 году амнистирован. Вернулся на работу в колхоз. Однако в 1964 году был вновь осуждён на 3 года. Вышел на свободу в 1967 году. До выхода на пенсию в 1983 году работал колхозником.
В 1986 году обратился в Президиум Верховного Совета СССР с просьбой вернуть орден Ленина и золотую медаль «Серп и Молот», изъятые при аресте. В ходе проверки выяснилось, что документы для присвоения звания Героя Социалистического Труда были поддельными. Сам М. Кулбаев, будучи рядовым колхозником, планы не выполнял, систематически пьянствовал.
Указом Президиума Верховного Совета СССР от 9 марта 1988 года М. Кулбаев за совершение проступков, порочащих его как награждённого, был лишён звания Героя Социалистического Труда.

## Комментарии
1. ↑  Ныне — Базар-Коргонский район, Джалал-Абадская область, Кыргызстан.